# Nybotjärnen, Västerbotten
Nybotjärnen är en sjö i Skellefteå kommun i Västerbotten och ingår i Byskeälvens huvudavrinningsområde. Nybotjärnen ligger i Byskeälven Natura 2000-område.